# Friedrich Ludwig Emil Karl von Stiern
Friedrich Ludwig Emil Karl Freiherr von Stiern (* 21. Juli 1766 in Königsberg; † 21. April 1845 in Riesenburg) war ein preußischer Generalmajor.

## Leben

### Herkunft
Sein Großvater war der schwedische König Friedrich und dessen Mätresse Caroline Stirn. Sein Vater war dessen illegitimer Sohn Ulrich Friedrich von Stiern (* 29. Juni 1740; † 18. September 1796), seine Mutter dessen Ehefrau Luise Auguste Emilie, geborene von Dönhoff (* 23. Juli 1730; † 29. April 1768) aus dem Haus Beynuhnen, Witwe des Carl Georg August von Oppel. Sein Vater wurde am 7. November 1781 in den preußischen Freiherrenstand erhoben und war landgräflich hessen-kasselischer Legationsrat sowie Besitzer von Lugowen.

### Werdegang
Stiern trat bereits 1780 in das Dragonerregiment „Alt-Platen“ der Preußischen Armee ein und avancierte bis Ende Oktober 1788 zum Sekondeleutnant. Er kämpfte 1794/95 im Feldzug in Polen. Am 19. April 1798 wurde er Premierleutnant und am 29. Oktober 1805 Stabsrittmeister. Im Vierten Koalitionskrieg kämpfte Stiern in der Schlacht bei Preußisch Eylau.
Nach dem Krieg wurde er am 20. Oktober 1809 Rittmeister und am 14. Februar 1810 zum Eskadronchef ernannt. Am 10. Januar 1812 folgte seine Beförderung zum Major und als solcher nahm Stiern während des Russlandfeldzuges an den Gefechten bei Eckau, Ruhenthal, Pilkuipöhnen sowie Ragnit teil. Dafür erhielt er den Orden Pour le Mérite.
Während der Befreiungskriege kämpfte er in den Schlachten bei Katzbach, Paris sowie beim Übergang bei Wartenburg. Bei Leipzig erwarb er das Eiserne Kreuz II. Klasse und bei Laon das Kreuz I. Klasse. Ferner befand Stiern sich in den Gefechten bei Danigkow, Chaussee und Chateau-Thierry. Für Chateau-Thierry erhielt er den Orden der Heiligen Anna II. Klasse.
Am 13. Juni 1815 wurde Stiern zum Oberstleutnant befördert und 8. Juli 1817 zum Mitglied der Remontekommission in Preußen ernannt. Am 30. März 1818 folgte seine Ernennung zum Kommandeur des 7. Dragoner-Regiments (Rheinisches) und in dieser Eigenschaft wurde Stiern am 19. September 1818 Oberst. Für seine erfolgreiche Remonte erhielt er am 22. März 1824 dann eine Prämie von 500 Talern. Im Jahr darauf, am 18. Juni 1825, wurde er dann als Kommandeur zur 12. Kavallerie-Brigade nach Neiße versetzt und am 3. Juli 1825 seinem bisherigen Regiment aggregiert. Dazu erhielt er am 16. August 1825 das Dienstkreuz. Am 30. März 1827 wurde Stiern zum Generalmajor befördert, bekam am 9. September 1828 den Roten Adlerorden III. Klasse, bevor er am 30. März 1829 mit einer Pension von 2750 Talern in den Ruhestand verabschiedet wurde. Er starb am 21. April 1845 in Riesenburg.

### Familie
Stiern heiratete am 12. Dezember 1811 in Riesenburg Justine Kunigunde Luise Poetsch (* 22. November 1793; † 10. Januar 1866). Aus der Ehe gingen zwei Kinder hervor: die Tochter Pauline (* 1812) wurde Stiftsdame in Königsberg in Preußen,
der Sohn Friedrich Otto Eduard (* 10. Januar 1816; † 20. August 1872) heiratete Mathilde Maas (* 18. September 1826; † 17. November 1910) und hatte mehrere Kinder.
Der letzte Vertreter der Freiherren von Stiern fiel am 19. Mai 1915 als Leutnant des Grenadier-Regiment „Kronprinz“ (1. Ostpreußisches) Nr. 1 in den Karpaten.